# Robert Poughéon

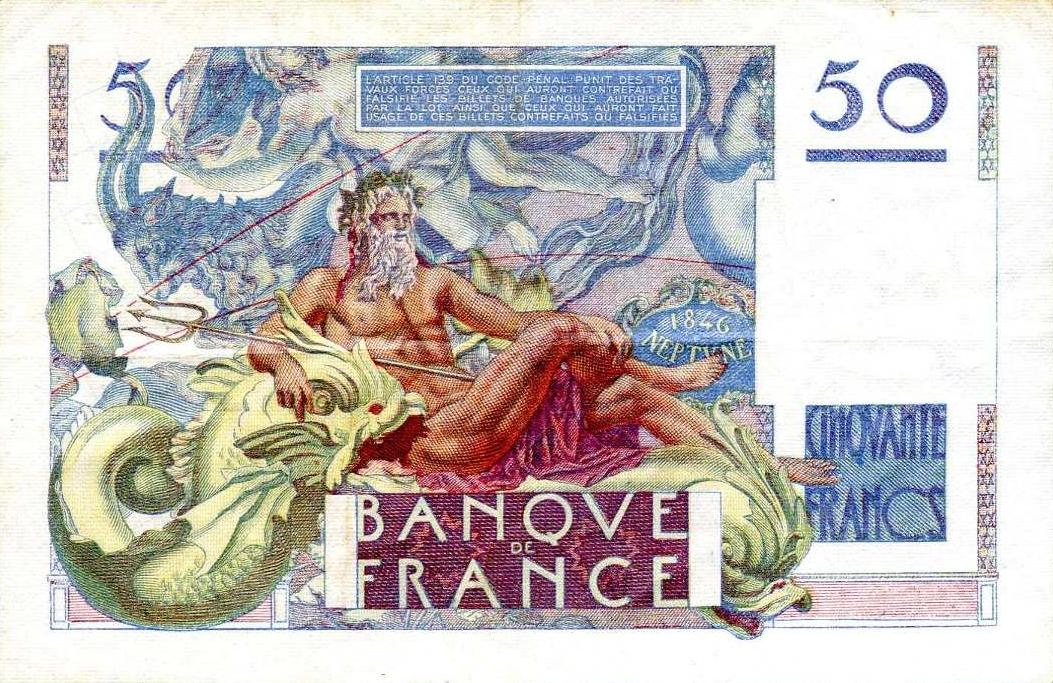
Billete de 50 francos, 1945-1951 basado en un dibujo de R. Poughéon.

Eugène Robert Poughéon (París, 18 de julio de 1886-París, 20 de marzo de 1955) fue un pintor, ilustrador y conservador de museos francés.

## Biografía
Hijo de Louis Poughéon (1851-1935) y Eugénie Tourot (1860-1933), Robert entró en la Escuela Nacional Superior de las Artes Decorativas (E.N.S.A.D.) en 1902, en la Escuela de Bellas Artes de París (E.N.S.B.A.) en 1907 (presentado por Fernand Cormon) y siguió cursos de Jean-Paul Laurens, de Albert Besnard y de Paul Baudoüin. Más tarde regresó a la ENSAD y se instruyó con Charles Lameire (1832-1910) entablando amistad con Jean Dupas. Expuso en el Salon des artistes français desde 1911.
Tras su estancia en la Academia Francesa en Roma (1919-1923), su arte adopta un estilo más geométrico que más tarde se inclinaría al de Tama de Lempicka para más tarde evolucionar al surrealismo (por ejemplo su serie "Amazones"), de todos modos su estilo orbitaría entre el Pierre Puvis de Chavannes y el art deco.
Fue profesor en la ENSBA y en la Académie Julien, director de la Academia Francesa de Roma y conservador del Museo Jacquemart-André.

## Premios
- Premio de Roma, 1914
- Legión de Honor, 1937